# Ковтюх Світлана Леонідівна
Ковтюх Світлана Леонідівна (17 вересня 1963) — кандидат філологічних наук, професор, завідувач кафедри української мови Центральноукраїнського державного педагогічного університету імені Володимира Винниченка.

## Життєвий та творчий шлях
Світлана Леонідівна народилася на Київщині, в селі Йосипівка, Білоцерківського району.
В КДПУ ім. В.Винниченка працює з 1991 р. Автор 160 наукових публікацій з проблем ономастики, морфологічної парадигматики, фонетики, фонології, графіки, орфографії, лексикології, фразеології, лексикографії сучасної української мови, лінгводидактики тощо.
У 2004 році в Кіровограді був виданий її навчальний посібник з практичного курсу української мови «Репетитор (як навчитися грамотно писати)», рекомендований МОН України; у 2007 р. — у Києві друге видання. Посібник користується попитом серед усіх студентів українських гуманітарних вузів. У 2010 р. опублікована наукова монографія «Кінонімія в сучасній українській мові: принципи номінації та способи творення» (у співавторстві).
Автор навчально-методичних посібників: — «Сучасна українська літературна мова (для студентів заочної форми навчання)» (Кіровоград, 2008); — «Сучасна українська літературна мова (Фонетика. Фонологія. Морфонологія. Орфоепія. Графіка. Орфографія)» (Кіровоград, 2010);
«Сучасна українська літературна мова (Вступ. Лексикологія. Фразеологія. Лексикографія)» (Кіровоград, 2011).
З вересня 2009 року завідувач кафедри української мови.
Під її керівництвом захищені 2 кандидатські дисертації: О. Л. Кирилюк «Кінонімія в сучасній українській мові: принципи номінації та способи творення» (2008), О. М. Кашталян «Словозмінна парадигматика українських прізвищ» (2010).
У КДПУ ім. В.Винниченка читає курси:
- сучасна українська літературна мова (вступ, лексикологія, фразеологія, лексикографія, фонетика, фонологія, морфонологія, орфоепія, графіка, орфографія);
- спецсемінари «Ономастика» та «Морфологічна парадигматика іменника в сучасній українській мові».

## Конференції
- У 2009 році в Ужгороді, в Ужгородському національному університеті відбулася ХІІІ Всеукраїнська ономастична конференція і актульні проблеми слов'янського мовознавства, на якій Світлана Леонідівна виступила з доповіддю: «Прагматичні проблеми функціонування сучасних власних особових назв».

- 26-27 травня 2011 року в Івано-Франківську, в Прикарпатському національному університеті імені Василя Стефаника відбулася XIV Всеукраїнська ономастична конференція «Українська онімія в часі і просторі», на якій Світлана Леонідівна виступила з доповіддю, присвячену основним проблемам ономастики.

- 13-14 жовтня 2011 році в Кіровограді, в ЦДПУ ім. В.Винниченка проходила Всеукраїнська науково-практична конференція «Українське мовознавство: теоретичні та прикладні проблеми», на якій Світлана Леонідівна виступила з доповіддю на тему: «Елементарні парадигматичні класи субстантивів прикметникового типу відмінювання».

## Науковий доробок
- Ковтюх, С. Л. Репетитор (як навчитися грамотно писати): навч. посіб. для студ. вищ. навч. закл. / С. Л. Ковтюх ; Кіровоградський держ. педагогічний ун-т ім. Володимира Винниченка. — Кіровоград: Центрально-Українське видавництво, 2004. — 460 с. — ISBN 966-583-129-1
  - Ковтюх С. Л. Репетитор (як навчитися грамотно писати): Навчальний посібник з практичного курсу української мови. — 2-е вид., випр. й допов. — К.: "ВД «Професіонал», 2007. — 592 с. — ISBN 978-699-370-053-3
- Ковтюх С. Кінонімія в сучасній українській мові: принципи номінації та способи творення / Світлана Ковтюх, Ольга Кирилюк ; Кіровогр. держ. пед. ун-т ім. В. Винниченка. — Кіровоград: Вид-во ДЛАУ, 2010. — 167 с.
- Ковтюх С. Культура наукової мови / Світлана Леонідівна Ковтюх, Ольга Леонідівна Кирилюк, Тетяна Володимирівна Андреєва. — Кіровоград: ДЛАУ, 2011. — 148 с.
- Ковтюх С. Культура наукової мови: навчальний посібник / Світлана Леонідівна Ковтюх, Ольга Леонідівна Кирилюк, Тетяна Володимирівна Андреєва; Кіровогр. держ. пед. ун-т ім. В. Винниченка. — Коростень: МПП «Тріада С», 2012. — 224 с.
- Ковтюх, Світлана Леонідівна.

Культура наукової мови: [навч. посіб.] / Світлана Ковтюх, Ольга Кирилюк, Тетяна Андреєва ; Кіровогр. держ. пед. ун-т ім. Володимира Винниченка. — Кіровоград: Тріада С, 2012. — 224 с. — Бібліогр.: с. 218—223. — 300 прим. — ISBN 978-96156-4-33
- Ковтюх С. Словозмінна парадигматика українських прізвищ: монографія / С. Л. Ковтюх, О. М. Кашталян; Кіровогр. держ. пед. ун-т ім. В. К. Винниченка. — Кіровоград: ПОЛІМЕД-Сервіс, 2012. — 256 с. — 300 прим. — ISBN 978-966-7813-79-6